# Temiminós

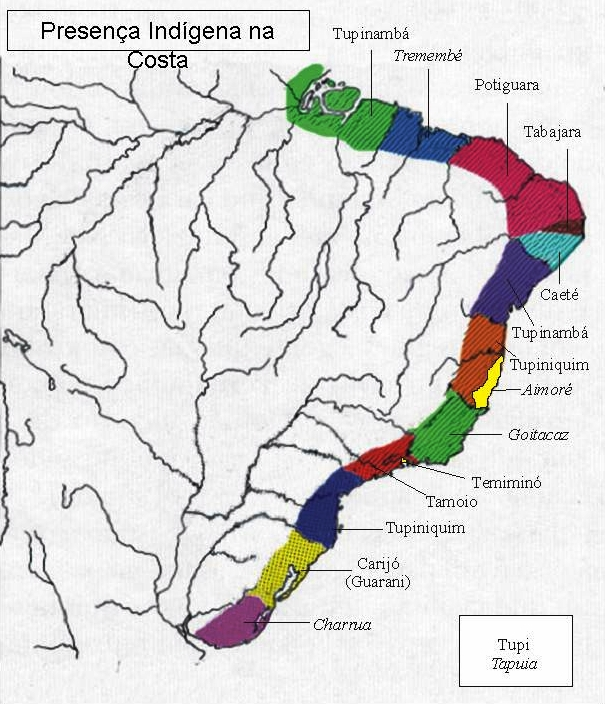
Distribuição dos grupos indígenas na costa brasileira no século XVI

Os temiminós, também chamados temininós, timiminós, tomominos e tegmegminos, foram um povo tupi que habitou a Ilha do Governador, São Cristóvão, Niterói e o sul do atual estado do Espírito Santo, no Brasil, no século XVI. Possuíam rivalidade com seus vizinhos tupinambás na baía de Guanabara bem como muitos traços culturais em comum com estes e com outros povos tupis, tais como a língua, crenças, costumes como o canibalismo ritual e a agricultura de subsistência baseada em queimadas. A etimologia de "Temiminó": é oriundo do tupi antigo temiminó, que significa "os netos".

## História
Os tupinambás chamavam pejorativamente os temininós de maracajás, isto é, gatos-do-mato. Os temiminós aliaram-se aos portugueses contra os franceses, que eram os aliados dos seus inimigos tupinambás. Um dos principais centros territoriais dos temininós foi a atual ilha do Governador, na época, chamada Isle Belle ("ilha bela") pelos franceses, Paranapuã ("mar redondo") pelos tupis e Ilha do Gato pelos portugueses. Uma outra região ocupada pelos temiminós foi o sul do atual estado do Espírito Santo.
O instante melhor conhecido da história temininó se relaciona com a criação e destruição da França Antártica. Em 1554, os tupinambás da famosa Confederação dos Tamoios (ou tamuyas, isto é, literalmente, dos anciões, dos mais antigos), ajudados por franceses, atacaram os temiminós na ilha de Paranapuã (ilha do Governador) e os expulsaram da Baía de Guanabara. Os temininós, liderados pelo chefe Maracajá-guaçu, foram ajudados pelos portugueses na viagem que fizeram até encontrarem a outra parte de sua nação, no atual estado do Espírito Santo. Nessa capitania, fundaram, com os jesuítas, uma aldeia que deu origem à atual cidade de Serra.
Em 1567, os temininós, liderados pelo filho de Maracajá-guaçu, Arariboia, juntaram-se os portugueses e destruíram as fortificações dos franceses e tamoios na Baía de Guanabara. A convite dos portugueses, que queriam manter a baía protegida dos franceses dispersos e dos tamoios, Arariboia passou a residir no local onde atualmente é o bairro de São Cristóvão, na cidade do Rio de Janeiro. Nesse local, os temiminós ainda resistiram a um ataque tamoio.
Alguns anos depois, em 1573, Arariboia e os temiminós se mudaram para o outro lado da entrada da Baía de Guanabara, onde tinham a missão de proteger a entrada da baía. Nessa região, os temiminós fundaram São Lourenço dos Índios, que foi o início da atual cidade de Niterói.

## Arariboia
Arariboia, (tupi: araryboîa, «araramboia»)? (Rio de Janeiro, data desconhecida – Niterói, 1589) foi um chefe do povo temiminó, pertencente à etnia tupi, que habitava o litoral brasileiro no século XVI. Ao ser batizado pelos jesuítas, recebeu o nome de batismo de Martim Afonso de Sousa, em homenagem ao donatário da Capitania de São Vicente, Martim Afonso de Sousa. Ficou conhecido na historiografia devido a sua aliança com portugueses, fundamental para a conquista da baía de Guanabara frente aos tamoios e franceses, em 1567. Como recompensa, recebeu da coroa portuguesa a propriedade de terras localizadas na entrada da baía de Guanabara. Ali foi estabelecida a aldeia de São Lourenço, que futuramente daria origem à cidade de Niterói, da qual é considerado o fundador.